# カールスタード

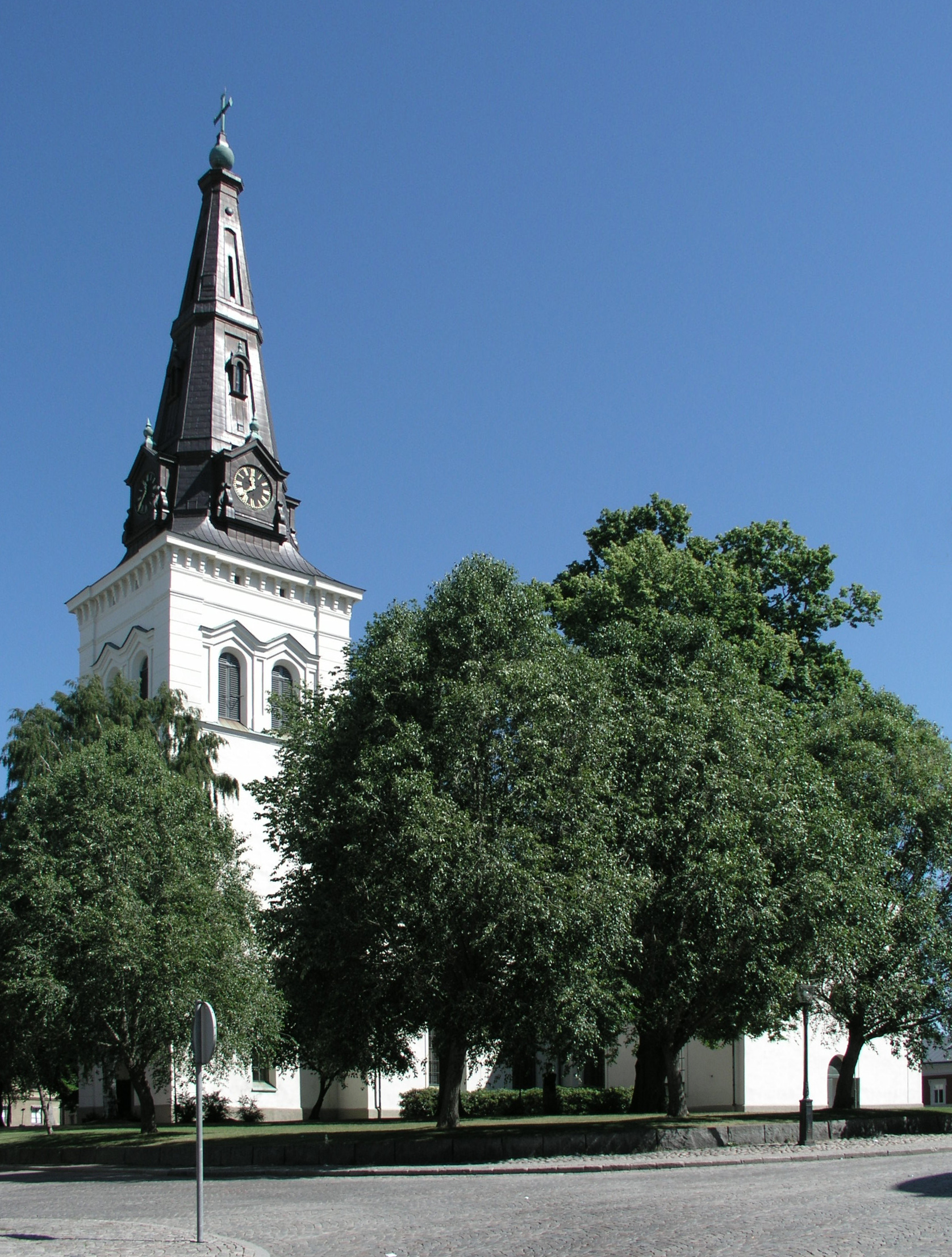
カールスタード大聖堂

カールスタード（Karlstad [ˈkɑ̌ːɭsta(d)] ( 音声ファイル)）は、スウェーデン・ヴェルムランド地方ヴェルムランド県の県都。人口約9万5千人。市街はスウェーデン一の大湖ヴェーネルン湖北岸の、デルタ地帯にある島・小島の上に建設された。

## 歴史

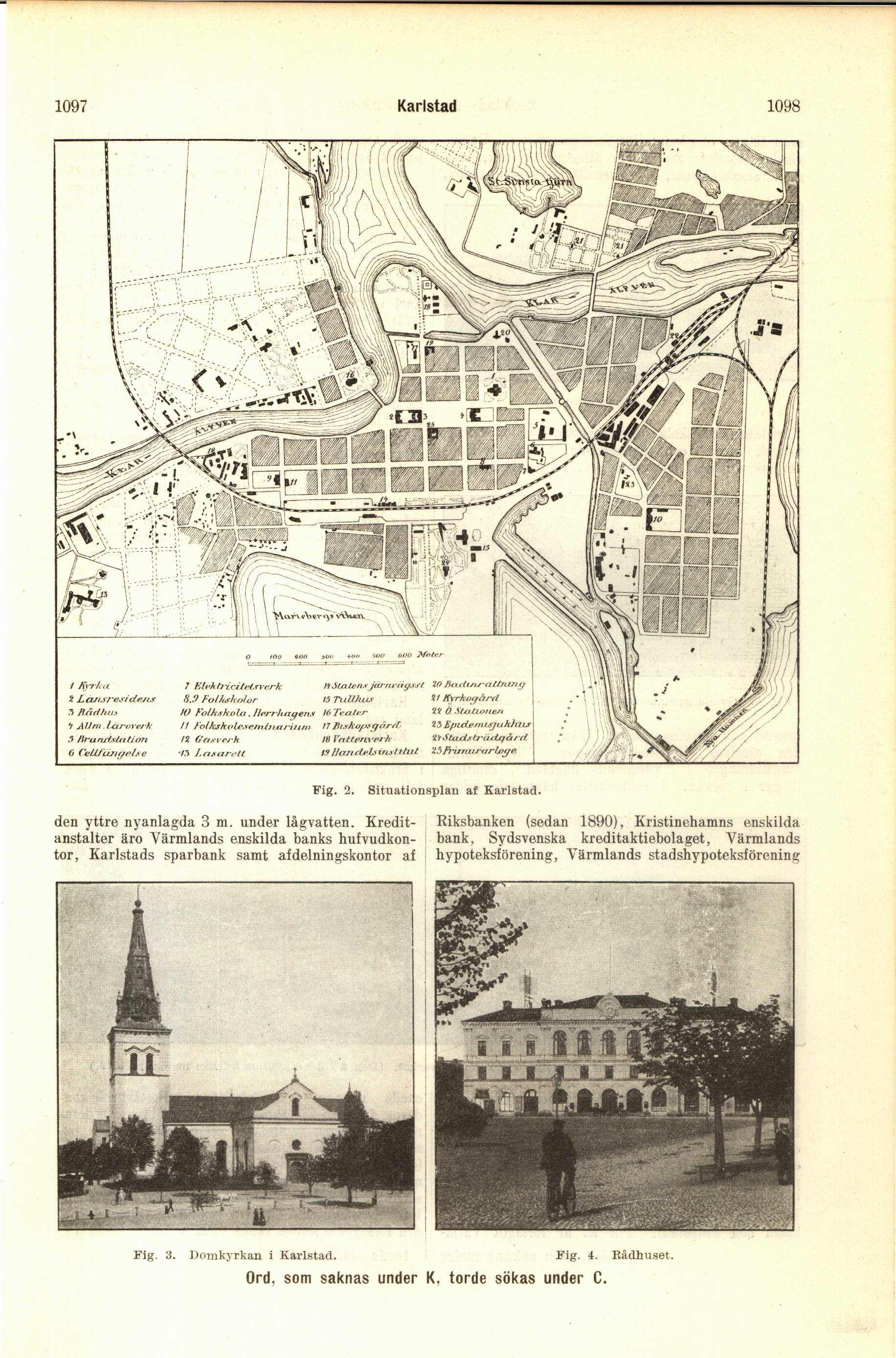
Illustation of Karlstad's road network; its cathedral; the governor's residence

カールスタードの広大な小島の上には、中世にティングヴァラと呼ばれた相談所があった。そのルーツは紀元1000年以前のヴァイキング時代からだといわれている。1584年3月5日にカール公（のちのカール9世）により都市としての地位が与えられた。カールスタードとは『カールの都市』という意味である。カールは、自身の住居となる『クングスゴルデン』（Kungsgården、王の建物）を建設した。1724年から1730年にかけ、大聖堂が建設された。
グスタフ4世アドルフの治世末期である1809年、カールスタードでクーデターが起こった。ヴェルムランド駐留の西部軍の一部がカールスタードを占領し、革命を宣言。これが首都に波及し、グスタフ4世アドルフは廃位されることになる。
カールスタードは幾たびか大火に見舞われている。最後の大火は1865年7月2日に起き、一つの教会と数件の家以外は全て焼失した。これを教訓として、チェック模様のように市街は再建設され、拡張された道路は樹木で囲まれている。

## スポーツ
- アイスホッケー・チーム・Färjestads BK - 何度もスウェーデンチャンピオンとなっており、2006年度も優勝した。
- ラリー・スウェーデンのホストタウンでもある。

## 教育
ギムナジウムが市内に数校あり、ヴェルムランド地方の学生たちはギムナジウム進学のためカールスタードへやってくる。
- カールスタード大学

## 著名出身者
- ツァラー・レアンダー - 歌手、女優
- カール・ヨハン・リンド - ハンマー投げ選手

## リンク
- Official site